# Azerbajdzjan i Eurovision Song Contest 2012
Azerbajdzjan deltog i Eurovision Song Contest 2012 i Baku i Azerbajdzjan eftersom de var värdar för tävlingen efter att ha vunnit den för första gången år 2011.

## Uttagning
Landet valde sin artist genom en uttagning kallad Milli seçim turu. Tävlingen bestod av åtta delfinaler, följt av en semifinal och en final. Uttagningen användes endast för att besluta vilken artist som skulle representera landet, inte vilken låt som skulle framföras. 50% jury och 50% telefonröster användes under programmen. 72 sångare framträdde totalt och i varje delfinal deltog 8 eller 9 stycken. Endast en gick vidare från varje delfinal till semifinalen som hölls den 30 januari 2012. Där tävlade de åtta delfinalsvinnarna mot varandra och fem av dem tog sig vidare till finalen den 12 februari 2012. Vinnare blev Sabina Babajeva. De övriga som hade tagit sig till final men hamnat på plats 2 till 5 var Orkhan Karimli, Elton Ibrahimov, Fagan Safarov och Arzu Ismayilova. 119 låtar skickades in till TV-bolaget och en jury valde internt ut den svenskskrivna låten "When the Music Dies" till Babajeva att framträda med. Låten presenterades den 17 mars 2012, mer än en månad efter att Babajeva vunnit finalen av Milli seçim turu.

## Vid Eurovision
Azerbajdzjan deltog i finalen den 26 maj. Där hade de startnummer 13. De hamnade på 4:e plats med 150 poäng. Azerbajdzjan fick poäng från 21 av de 41 röstande länderna, därmed från fler än hälften av dem. De fick 12 poäng från fyra länder och 10 poäng från fyra länder. De som gav 12 var Ukraina, Malta, Turkiet och Litauen. De som gav 10 var Moldavien, Bulgarien, Georgien och Ryssland.